# Aplomya theclarum
Aplomya theclarum är en tvåvingeart som först beskrevs av Samuel Hubbard Scudder 1887.  Aplomya theclarum ingår i släktet Aplomya och familjen parasitflugor. Inga underarter finns listade i Catalogue of Life.